# Cerro de Punta
Cerro de Punta o Cerro Punta és el cim més alt de Puerto Rico, amb 1.338 metres per sobre del nivell del mar. La muntanya és part de la Cordillera Central i està localitzada en el municipi de Ponce.

## Ubicació
La muntanya és part de la Cordillera Central i està localitzada en la frontera entre els municipis de Jayuya i Ponce. La carretera d'accés al punt més proper a l'elevació més alta és des del municipi de Jayuya. Forma part de la Reserva de Bosc Toro Negro i ha estat descrita com un corredor alpí. És localitzat en la part final oest del Parc estatal Toro Negro. La muntanya és just al nord de la ruta 143 d'est a oest. El lloc poblat més proper a Cerro de Punta és la Urbanització Vega Linda, a 3,3 milles. Diferent a moltes muntanyes del Carib, Cerro de Punta no és un volcà.
Es diu que la vista des del cim de Cerro de Punta és la millor de tot de Puerto Rico. En un dia clar, és possible de veure l'illa sencera, incloent San Juan, a mes de 75 milles. Hi ha una plataforma d'observació i torres de telecomunicacions.

## Flora i fauna
La muntanya és casa a una quantitat abundant de flora i fauna, exuberant vegetació, arbustos i arbres florals i cascades. La muntanya és coberta per palmeres així com espècies de plantes en perill d'extinció com la falguera leptoesporiangiada, en perill d'extinció, Elaphoglossum serpens que només es troba en aquesta muntanya.

## Carreteres properes

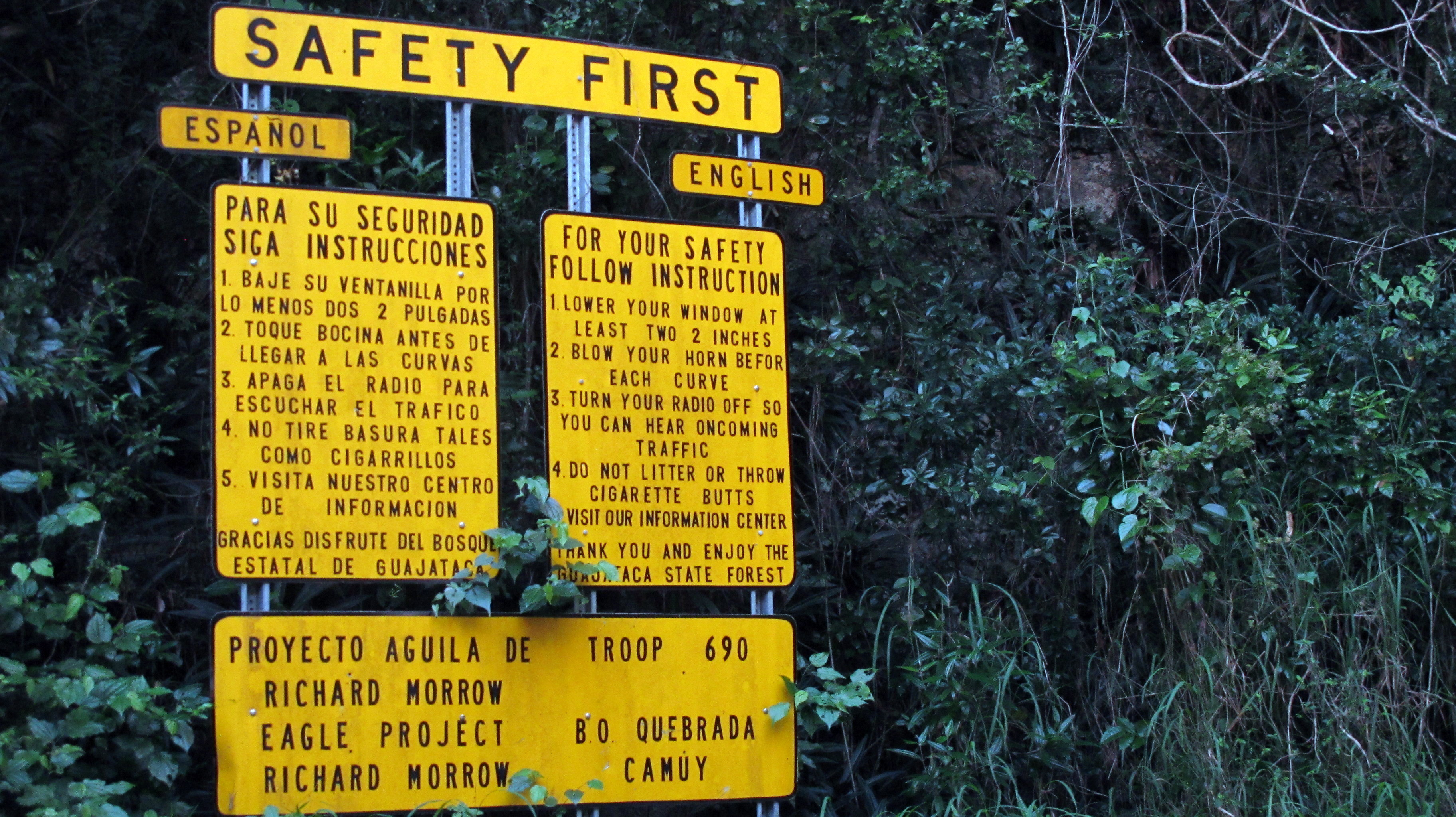
Conduint dins puntes de carreteres de la muntanya

L'àrea es compon de moltes muntanyes costerudes. La carretera més propera és la PR-143, una sinuosa carretera de muntanya de dos carrils que ha de ser conduida molt a poc a poc donat que no és possible de veure el trànsit que ve en direcció oposada. Fora de la Ruta 143 es troba la carretera que de fet dirigeix a la part auperior de la muntanya. A la Ruta 143 es pot accedir via la Ruta 10. La Ruta 143 forma part de la Ruta Panorámica.

## Senderisme i pista d'accés

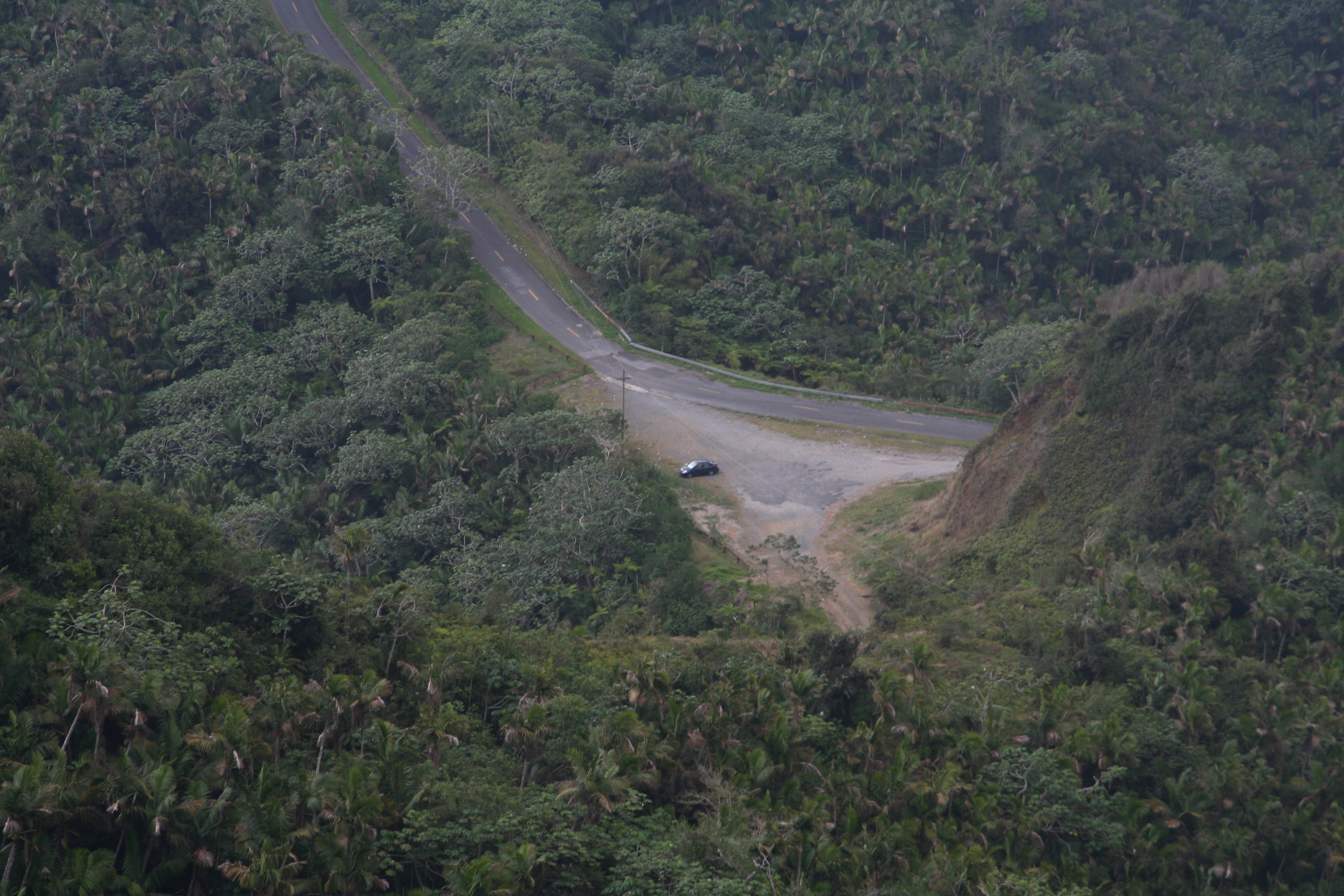
Vista de roadway de Cerro de Punta

Una fonda propera anomenada Hacienda Gripiñas, té un accés que dirigeix a la part superior de la muntanya. Hacienda Gripiñas fou una plantació de cafè, però va ser convertida en una fonda de país. De fet encara creix algun cafè. La fonda opera sota un contracte amb el Govern de Puerto Rico. Els accessos, tanmateix, no és troben ben marcats i sovint pateixen els danys de tempestes. Si bé la gent pot anar a peu a la part alta de la muntanya, hi ha un camí asfaltat que porta fins al cim. El Bosc Estatal Toro Negro té 20 km de rutes de senderisme algun del qual dirigeix a la part superior de Cerro de Punta.

## Galeria

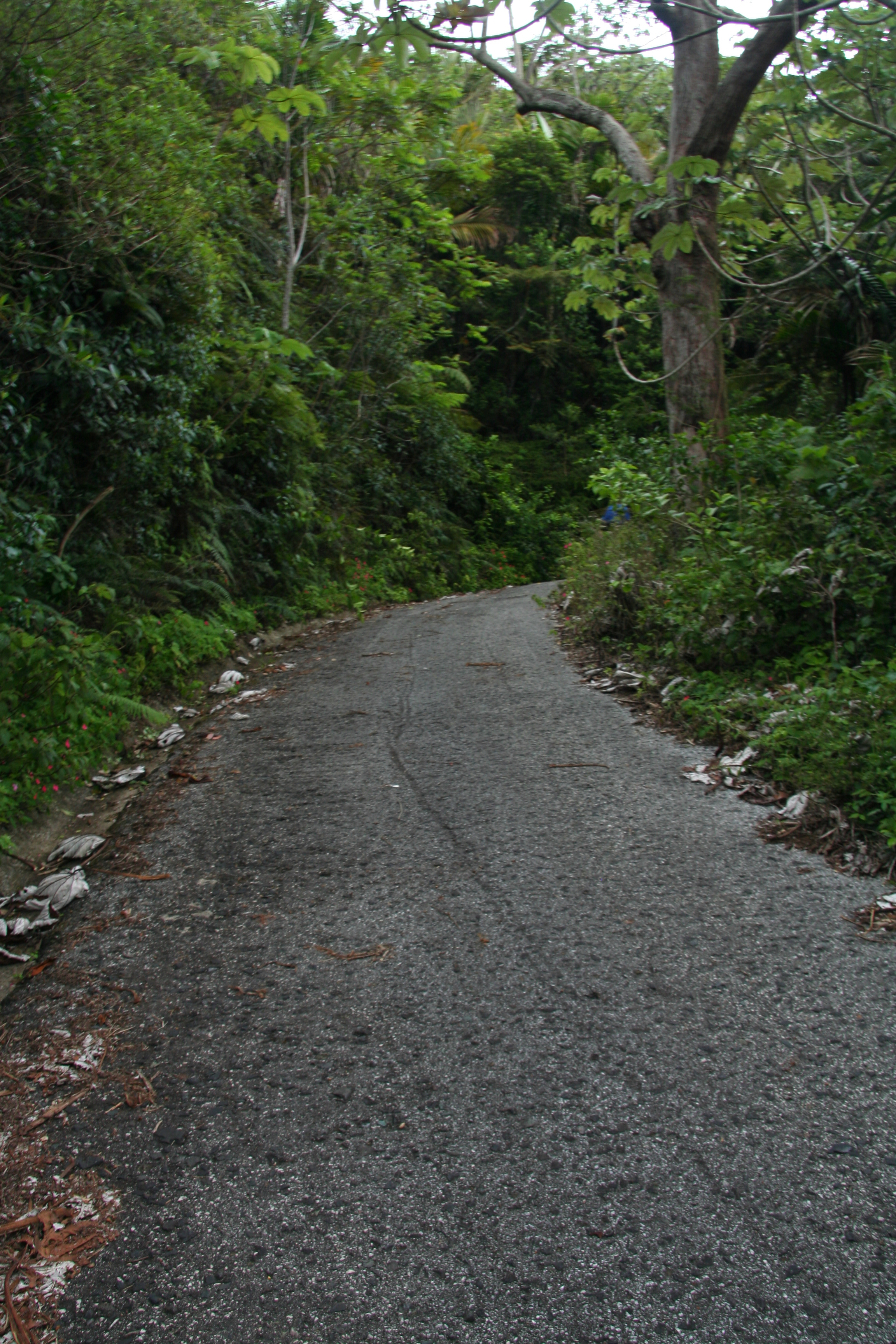
Carretera pavimentada per ascendir fins a Cerro de Punta
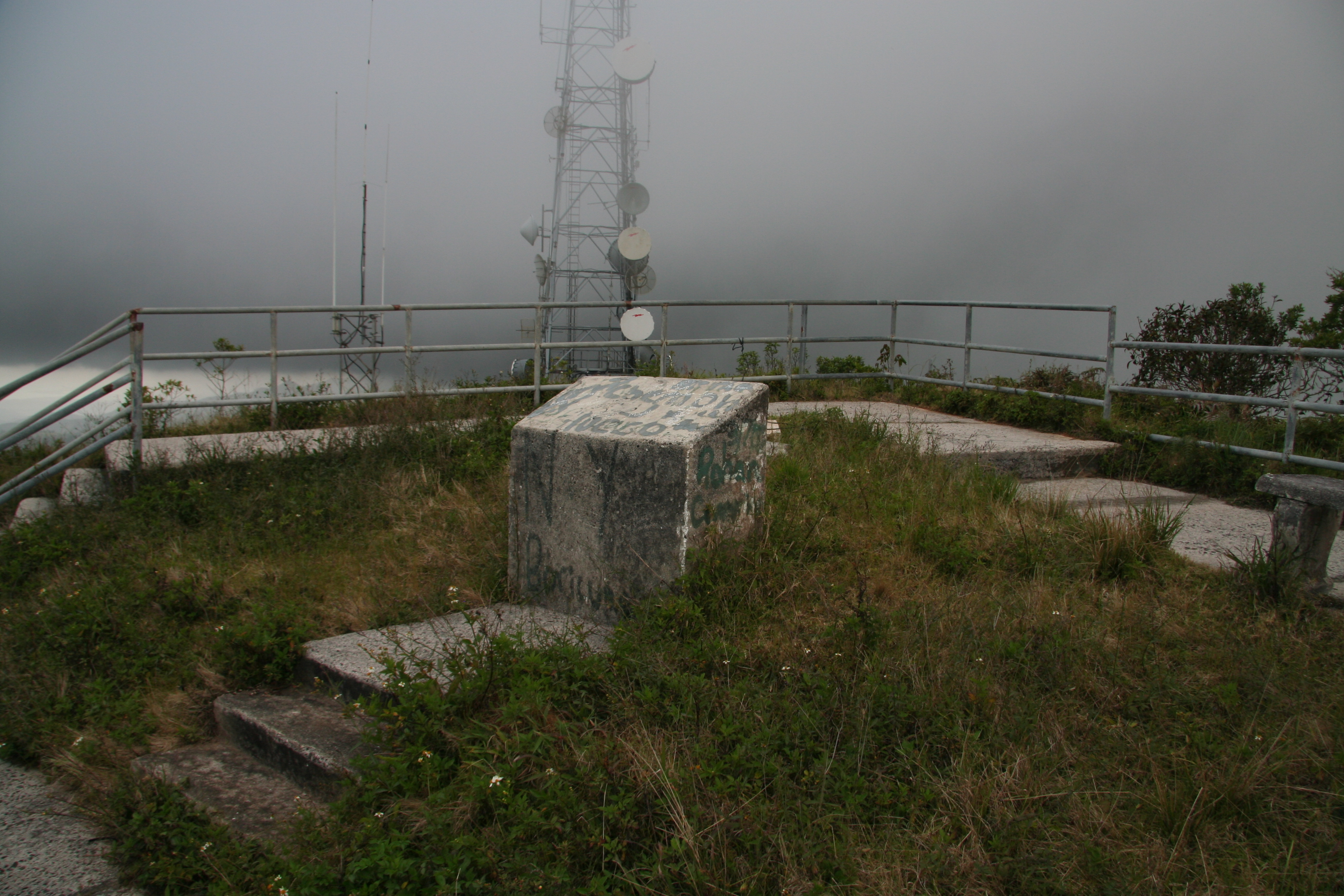
Àrea de vigia al cim Cerro de Punta
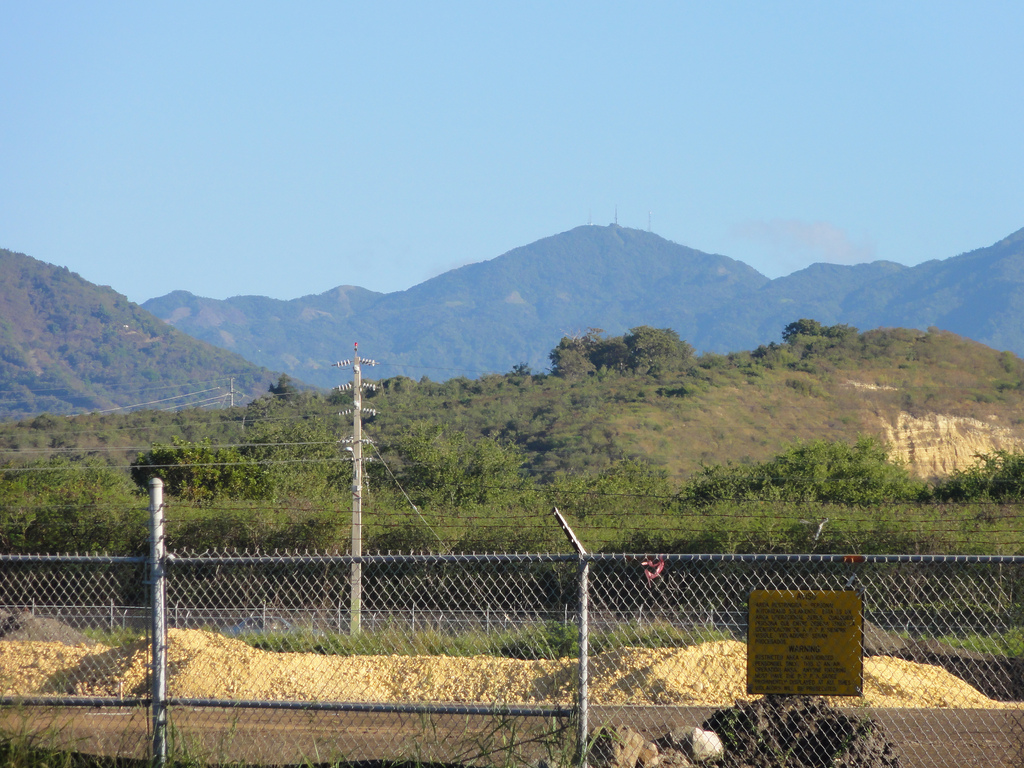
Cerro de Punta vist des de l'aeroport de Mercedita de Ponce
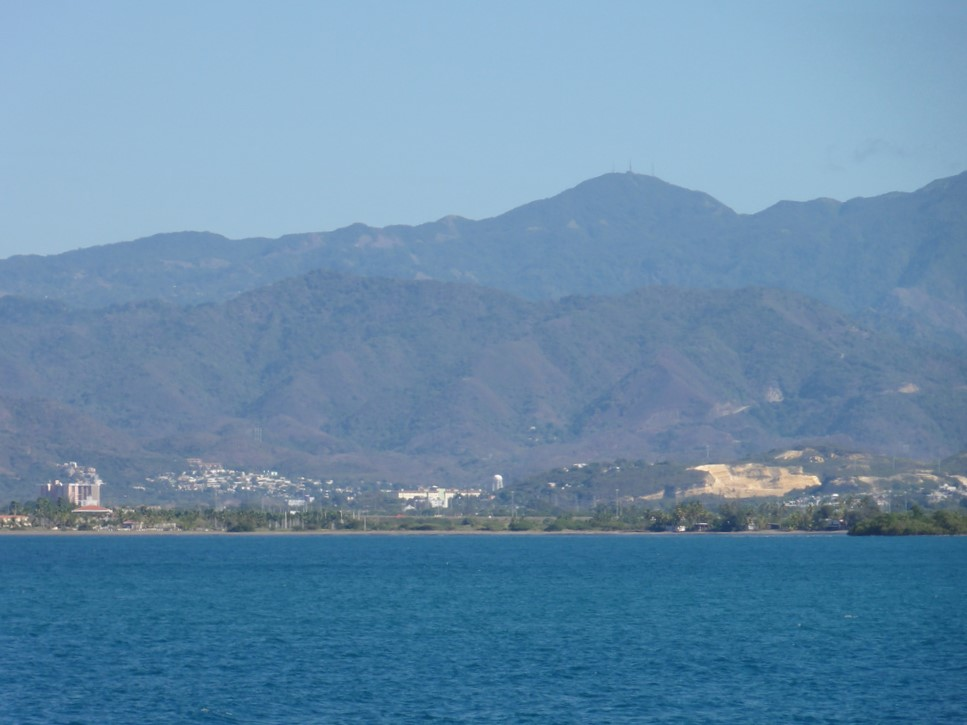
Cerro de Punta vist des de Caja de Muertos, Ponce.